# Alveringhausen
Koordinaten: 51° 18′ 7″ N, 9° 7′ 44″ O
Alveringhausen war eine Dorfsiedlung in der heutigen Gemarkung von Wolfhagen oder von Ippinghausen, einem Stadtteil von Wolfhagen, im nordhessischen Landkreis Kassel. Sie befand sich im heutigen Stadtwald von Wolfhagen, etwa 5 km südwestlich der Stadt und rund 1,5 km westlich von Ippinghausen am Siegenbach, einem Zufluss des Dusebachs.  Etwa 1 km nordwestlich befindet sich die Wüstung Sundern.

## Geschichte
Der Ort fand erstmals im Jahre 1246 urkundliche Erwähnung, als Heinrich Raspe IV., Landgraf von Thüringen und Gegenkönig, seine Eigengüter zu „Alfrinchhusen“ auf Bitten seiner Wolfhager Burgmannen der Matthäuskapelle in Wolfhagen überließ. 1248 schenkten die Brüder von Helfenberg dem Kloster Höhnscheid eine Hufe in Alveringhausen. 
Im Jahre 1336, als die von Helfenberg vier Hufen ihres Besitzes in den Feldern von „Aluerinchusen“ („in campetis Aluerinchusen“) dem Landgrafen Heinrich II. von Hessen zu Lehen auftrugen, war der Ort bereits wüst; 1414, nach dem Tod Rudolphs V. von Helfenberg, dem letzten männlichen Vertreter seines Geschlechts, kam dieser Besitz in Almeringhusen als heimgefallenes Lehen gänzlich an die Landgrafschaft. Danach kam es noch mehrmals zu Grundbesitzwechseln zu Gunsten des Klosters Höhnscheid in der Feldmark des verlassenen Dorfs: 1483 schenkte Graf Otto IV. von Waldeck zu Landau seinen zum Schloss Landau gehörigen Erbhof in „Alverinckusen“/„Alveringhusen“ dem Kloster Höhnscheid; 1485 schenkte Abt Hermann III. von Corvey dem Kloster Höhnscheid alle corveyschen Klostergüter in Alveringhausen; und 1488 verkaufte Landgraf Wilhelm I. von Hessen dem Kloster Höhnscheid eine Wiese bei Alveringhausen. Die letzte urkundliche Erwähnung des Orts findet sich 1495, als Wolfhager Bürger sich Rechte in Alveringhausen und Leckringhausen anmaßten und darüber in Streit mit dem Kloster Höhnscheid gerieten.